# Francisco Martínez Gaytán
Francisco Martínez Gaytán är en ort i Mexiko.   Den ligger i kommunen Huimanguillo och delstaten Tabasco, i den sydöstra delen av landet, 600 km öster om huvudstaden Mexico City. Francisco Martínez Gaytán ligger 33 meter över havet och antalet invånare är 777.
Terrängen runt Francisco Martínez Gaytán är mycket platt. Runt Francisco Martínez Gaytán är det ganska glesbefolkat, med 45 invånare per kvadratkilometer. Närmaste större samhälle är Francisco Rueda, 14,4 km nordväst om Francisco Martínez Gaytán. Trakten runt Francisco Martínez Gaytán består till största delen av jordbruksmark.